# Kecamatan Solor Barat
Kecamatan Solor Barat är ett distrikt i Indonesien.   Det ligger i provinsen Nusa Tenggara Timur, i den sydöstra delen av landet, 1 800 km öster om huvudstaden Jakarta. Kecamatan Solor Barat ligger på ön Pulau Solor.